# 사쿠라지마역
사쿠라지마역(일본어: 桜島駅, さくらじまえき)은 오사카부 오사카시 고노하나구에 위치한 서일본 여객철도의 역이다.

## 역 구조
섬식 1면 2선의 승강장을 가진 지상역이다.
초록 창구, 자동발권기, 자동개찰기가 설치되어 있다. 역사는 1번선의 선로에 끼어 승강장의 반대 측에 위치해 있어, 승강장과는 과선교로 연결되어 있다. 또, 유니버설시티역 시종착 임시 열차에 관해서도 사쿠라지마 역이 시설의 도합 상 회차 운전이 불가능하기 때문에 사쿠라지마 역과 유니버설시티 역 구간을 회송 열차의 취급에서 운전해 사쿠라지마에서 방향을 전환한다.
이코카 및 제휴 IC 카드의 사용이 가능하다.

### 승강장
| 1・2 | ■ JR 유메사키 선 | 니시쿠조・오사카 방면 |

## 역사
- 1905년 4월 1일: 니시나리 철도선의 연장에 의해, 덴포잔역으로서 개업하였다.
- 1906년 12월 1일: 국유화.
- 1909년 10월 12일: 노선 명칭에 따라 니시나리 선의 소속이 되었다.
- 1910년 4월 15일: 덴포잔 역 폐지. 서쪽에 사쿠라지마역이 개업.
- 1966년 3월 1일: 동쪽으로 500여m, 구 덴포잔 역 부근으로 이전.
- 1986년 11월 1일: 화물 취급 폐지.
- 1987년 4월 1일: 민영화에 의해 서일본 여객철도의 소속이 된다.
- 1999년 4월 1일: 유니버설 스튜디오 재팬 건설에 의한 아지카와구치 ~ 사쿠라지마 간 경로 변경에 의해 남쪽으로 이전.
- 2001년 3월 1일: JR 유메사키선 애칭 사용 개시.
- 2003년 11월 1일: 이코카의 사용이 개시되었다.

## 인접정차역
| 서일본 여객철도 사쿠라지마 선 | 서일본 여객철도 사쿠라지마 선 | 서일본 여객철도 사쿠라지마 선 |
| ----------------------------- | ----------------------------- | ----------------------------- |
| 유니버설시티 니시쿠조 방면    | ■ JR 유메사키 선              | 시·종착역                     |